# Stary cmentarz żydowski w Żarnowcu
Stary cmentarz żydowski w Żarnowcu – najstarszy kirkut w Żarnowcu znajduje się przy skrzyżowaniu ul. Kościuszki i ul. Miechowskiej. W wyniku zdewastowania, do dziś na jego terenie nie zachowały się żadne macewy.